# Saint-Vincent-de-Paul (Gironde)
Saint-Vincent-de-Paul település Franciaországban, Gironde megyében. Lakosainak száma 1016 fő (2022. január 1.). Saint-Vincent-de-Paul Ambarès-et-Lagrave, Ambès, Cubzac-les-Ponts, Prignac-et-Marcamps, Saint-André-de-Cubzac, Saint-Gervais, Saint-Loubès és Saint-Romain-la-Virvée községekkel határos.

## Népesség
A település népessége az elmúlt években az alábbi módon változott:
| Lakosok száma | 670  | 758  | 963  | 1014 | 1005 | 1016 | 1007 | 1000 | 978  | 1016 |
|               | 1968 | 1982 | 1990 | 2006 | 2013 | 2015 | 2017 | 2019 | 2020 | 2022 |